# Synhoria betsimisaraka
Synhoria betsimisaraka là một loài bọ cánh cứng trong họ Meloidae. Loài này được Paulian miêu tả khoa học năm 1956.